# Кеплер (орбітальний телескоп)
Орбітальний телескоп «Кеплер» (англ. Kepler) — космічний телескоп НАСА, призначений для пошуків екзопланет. Названий на честь Йоганна Кеплера (1571—1630), німецького філософа, математика, астронома, астролога і оптика.
Первинний підрядник — «Ball Aerospace & Technologies». Телескоп був запущений 7 березня 2009 з космодрому на мисі Канаверал в штаті Флорида. На орбіту апарат вивела ракета-носій Delta II. Двічі, в січні 2006 і в березні 2006 року запуск відкладався через фінансові проблеми. Оцінена вартість запуску місії складала приблизно 467 мільйонів доларів. Спочатку місія була розрахована на 3,5 роки, але згодом її продовжили. У 2015 році допоміг знайти екзопланету K2-18b, що як пізніше виявилося, знаходиться у зоні, придатній до життя, та у атмосфері якої є значна кількість водяної пари.
Після дев'яти років експлуатації, запас палива реактивної системи керування на борту телескопа було вичерпано, і НАСА оголосила про завершення роботи апарата 30 жовтня 2018 року.

## Опис місії

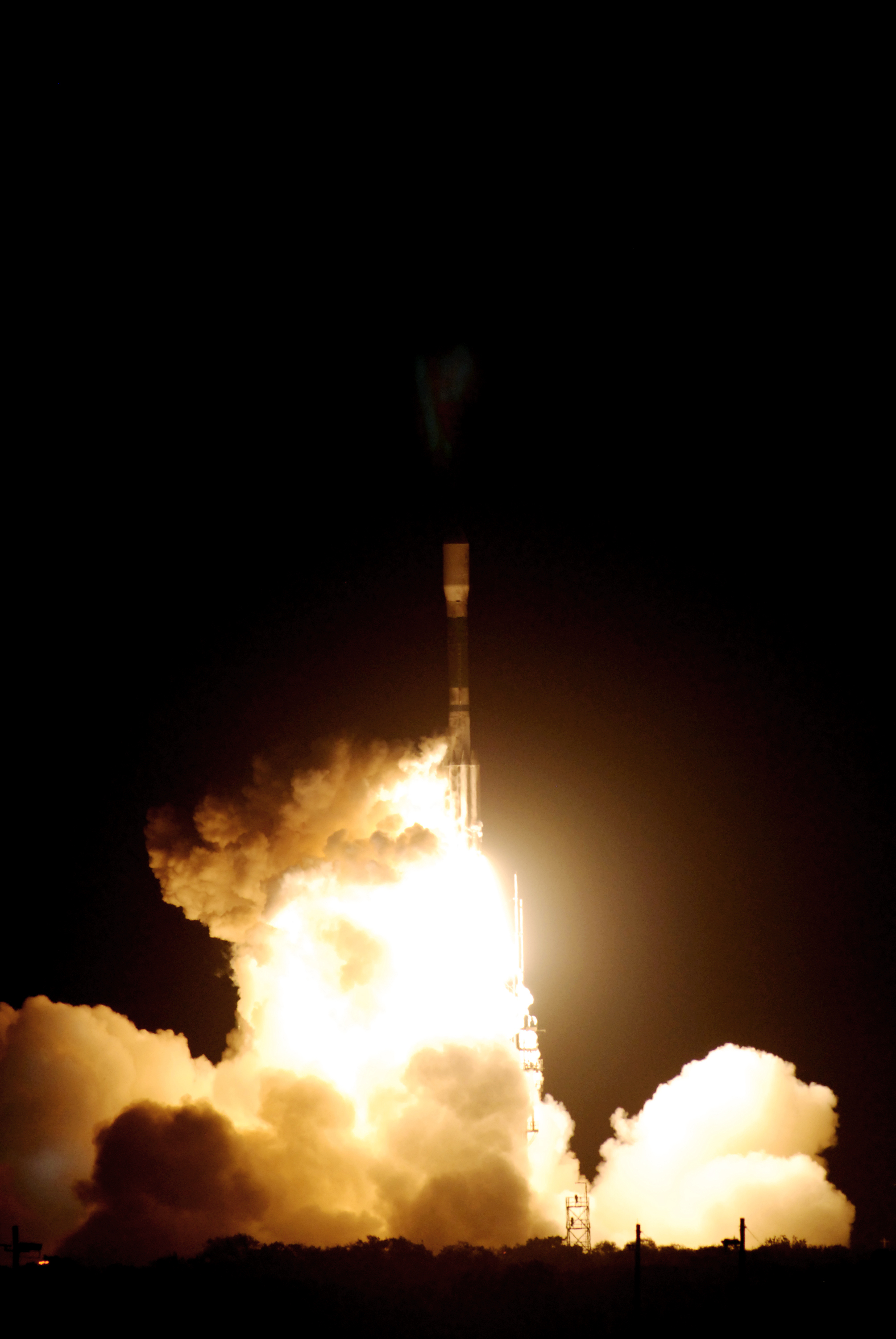
Старт ракети «Дельта II» з «Кеплером»

Спочатку було заплановано, що місія «Кеплер» триватиме три з половиною роки. Весь цей час він проводив спостереження за близько 100 тисяч схожих на Сонце зірок, навколо яких можуть обертатися екзопланети. Апарат здійснював пошук планет, що розташовані поза Сонячною системою, за допомогою транзитного методу. Коли планета проходить диском своєї зірки, вона закриває від спостерігача частину її випромінювання. Аналізуючи коливання яскравості світил, астрономи можуть не тільки знаходити планети, але також приблизно оцінювати їхній розмір.
«Кеплер» обертається навколо Сонця орбітою з радіусом близько однієї астрономічної одиниці. Фактично, «Кеплер» повторює шлях Землі, що обертається навколо Сонця. Таке розташування дозволяє телескопу постійно стежити за одними і тими ж зірками. Телескоп «Габбл», наприклад, позбавлений цієї переваги.
На момент запуску, астрономами було виявлено близько 350 екзопланет. Більшість з них є газовими гігантами на зразок Юпітера. На таких планетах не можуть розвиватися організми земного типу, а саме населеність екзопланет найбільше цікавить учених. «Кеплер» зможе знаходити планети меншого розміру, придатніші для життя.
8 квітня 2009 року інженери NASA дали команду на подачу струму через спеціальний плавкий дріт, який зруйнувався і звільнив еліптичну кришку, призначену для захисту об'єктиву від пилу. Вона плавно відокремилася і «Кеплер» почав спостереження ділянки Чумацького шляху. У квітні того ж року «Кеплер» зробив перші знімки.

### Космічний апарат

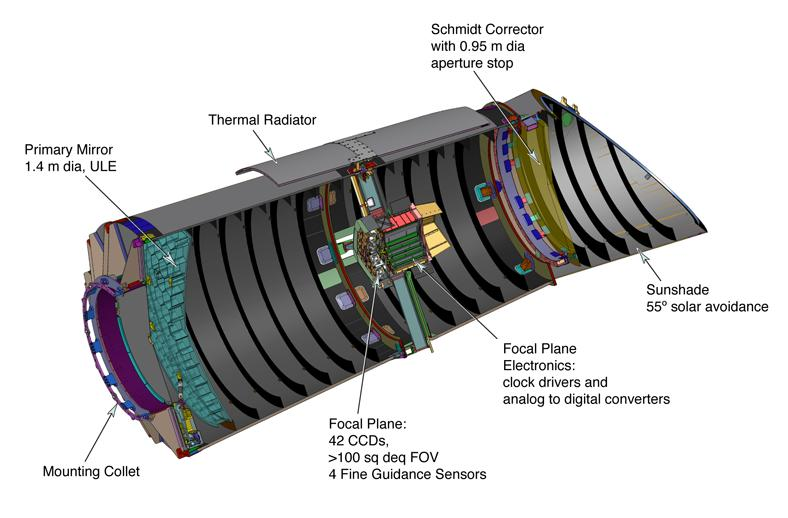
Компоненти телескопа Кеплер

Космічний апарат має телескоп системи Шмідта, пристосований для пошуку далеких планет з космосу. Через коригувальну «лінзу» особливого профілю діаметром 95 см світло падає на головне дзеркало телескопа, розмір якого — вже 1,3 метра. Відбите від дзеркала світло збирається в головному фокусі, де розташована мозаїка з 21 пари спеціально створених астрономічних ПЗЗ-матриць, здатних зафіксувати майже кожен падаючий на них фотон (ефективність людського ока — в десятки разів менша[джерело?]). Вся мозаїка має розмір приблизно 30 см на 30 см і складається з 95 мегапікселів. Це найбільша ПЗЗ-матриця з усіх, що коли-небудь запускалися в космос.
Велике дзеркало і спеціальна матриця необхідні для високої точності вимірювань блиску. Фотони на матрицю падають нерегулярно, й існують нерегулярні і незламні (так звані пуассонові) флуктуації їхньої кількості. Вони пропорційні квадратному кореню з числа фотонів, і якщо потрібно виміряти блиск з точністю 10 % (1:10), потрібно не менше 100 фотонів, з точністю 1 % (1:100) — не менше 10 000 фотонів, а з точністю 0,002 %, якої має досягти «Кеплер», (1:50 000) — не менше 2,5 мільярдів квантів від кожної зірки. Навіть з метровим дзеркалом телескопа доведеться накопичувати фотони по півгодини на кожну експозицію.
У своїх пошуках «Кеплер» покладався на другий за ефективністю метод пошуку позасонячних планет — метод транзитів. Коли якесь непрозоре тіло проходить перед диском зірки, її блиск ледве помітно змінюється. Щоб тінь на нас впала, орбіта планети повинна бути нахилена під дуже невеликим кутом до променя зору. Такі шанси невеликі — наприклад, земну тінь можна розгледіти лише приблизно з кожної сотої зірки в околицях Сонця (ці зірки мають лежати у вузькій смузі шириною приблизно півградуса навколо екліптики). Тому «Кеплер» спостерів відразу дуже багато зірок, близько 100 тисяч.
Крім того, падають від планет не тіні, а напівтіні: планети надто малі, щоб повністю закрити своїм тілом диск далекого світила. Наприклад, Земля, проходячи диском Сонця, закриває для далекого спостерігача лише 0,008 % його поверхні, і приблизно на стільки ж падає його блиск. Таким чином, вимірювати блиск треба з величезною точністю — в тисячні частки відсотка. Це вимагає точної і стабільної фотометрії (вимірювань блиску) — і «Кеплер» вимірював зміни блиску зірок з точністю від 0,002 % для найяскравіших до 0,008 % для найслабших. Нарешті, проходження тіні потрібно не прогавити — для стороннього спостерігача проходження Землі диском Сонця триває не більше 10 годин, а повторюється воно лише один раз на рік. Періоди далеких планет наперед не відомі, тому «Кеплер» спостерігав за небом постійно. Телескоп з діаметром дзеркала трохи менше одного метра робить виміри кожні 10 хвилин, аналізуючи дані про зірки, що перебувають на відстані до трьох тисяч світлових років від Землі.

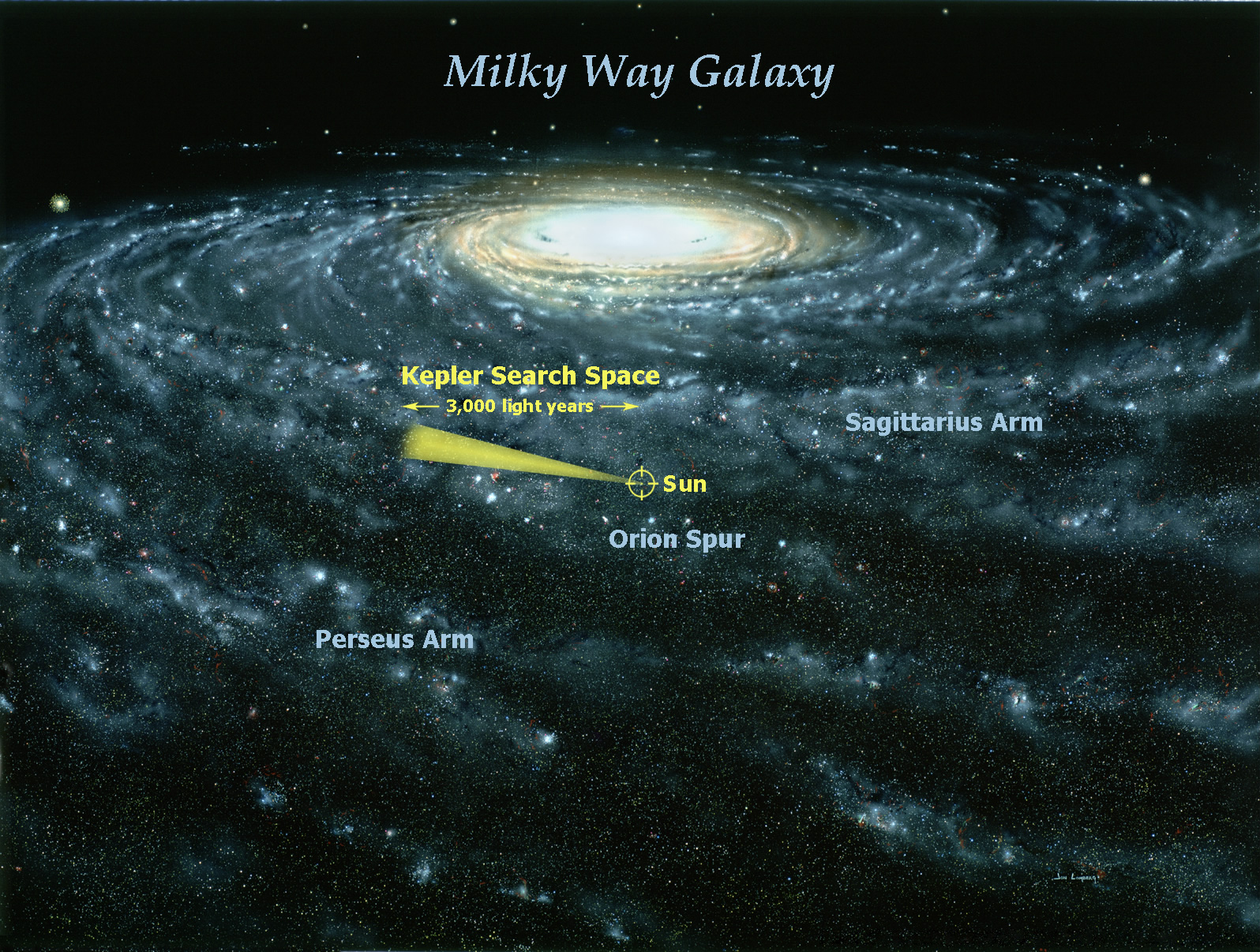
Ділянка Чумацького шляху, за якою спостерігав «Кеплер»

Телескоп спостерігав одну і ту ж область неба розміром приблизно 100 квадратних градусів на межі сузір'їв Лебедя і Ліри поблизу площини нашої Галактики. На кілька годин що три місяці телескоп переорієнтовував антену на Землю, та скидав накопичену інформацію на Землю приблизно раз на місяць.

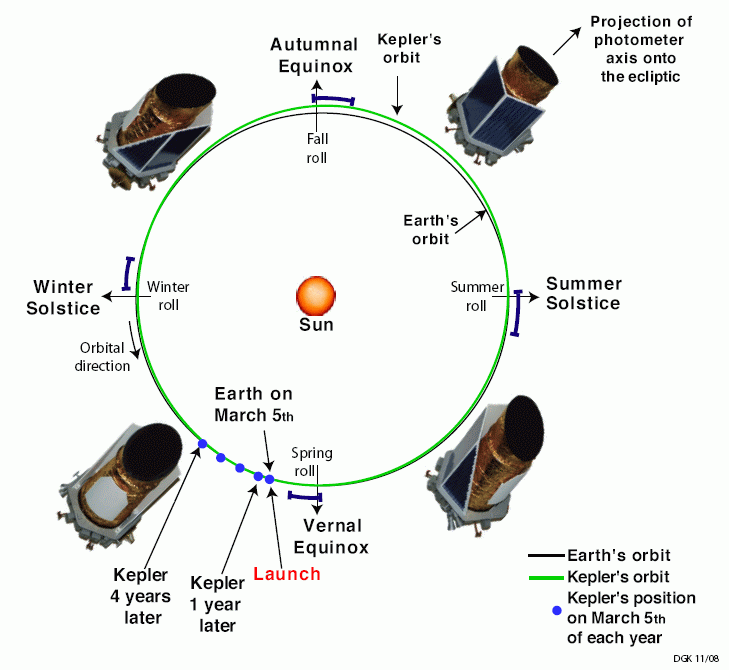
Орбіта Землі і Кеплера, вирівнювання в точках сонцестояння і рівнодення

Заради безперервності і стабільності спостережень телескоп виведено на не зовсім звичайну орбіту. «Кеплер» перебуває за декілька мільйонів кілометрів поблизу Землі на трохи витягнутішій, ніж земна, орбіті, поволі віддаляючись від нашої планети (приблизно на 40 тисяч кілометрів за добу). Він постійно перебуває у сонячних променях, і його нагрів — а значить, і шуми апаратури — не змінювалися внаслідок переходу у земну тінь та назад.
Крім того, щоб виключити можливі коливання чутливості телескопа (наприклад, через повільну деградацію оптики — від мікрометеоритів — або камери — від космічних променів), блиск щоразу обчислювався відносно сусідніх зірок і попередніх кадрів. Це так звана подвійна (у просторі і в часі) диференціальна фотометрія.
На 95 мегапікселях розміщується 100 тисяч зірок, навколо яких телескоп шукав планети. Вони розташовані на відстанях від 600 до 3000 світлових років від нас у Рукаві Оріона нашої Галактики. Відібрано було 170 тисяч кандидатів на спостереження. Протягом року телескоп стежив за кожним із них, а потім концентрувався на 100 тисячах, що показують найменші «випадкові» коливання блиску (вони можуть виникати за рахунок плям, спалахів і тремтінь поверхні — загалом, активності самого світила).
Це зірки трьох спектральних класів — жовті зірки класу G, схожі на Сонце, білі зірки класу A, які яскравіші і гарячіші за наше світило, та червоні карлики класу M, тьмяніші за Сонце. Залежно від яскравості світила, зона рідкої води знаходиться на різних відстанях від зірки — вона ближче для тьмяних зірок і далі для яскравих.

### Мета
Наукова мета телескопу «Кеплер» полягає в тому, щоб досліджувати структуру і різноманітність планетарних систем. Для цього, розглядаючи багато зірок, необхідно досягти декількох цілей:
- Визначити скільки планет, подібних до Землі, і великих планет знаходиться біля придатної для життя зони зірок всіх спектральних типів.
- Обчислити діапазон розмірів і форм орбіт цих планет.
- Оцінити кількість планет, що знаходяться в системах кратних зір.
- Визначити діапазон розмірів орбіти, яскравості, діаметра, маси і густини короткоперіодичних планет-гігантів.
- Виявити додаткових членів в кожної виявленої планетарної системи, використовуючи інші методики.
- Вивчити властивості тих зір, в яких виявлені планетарні системи.

## Хід місії

### Пошук екзопланет
На початку 2010 року на конференції Американського астрономічного товариства було оголошено про відкриття телескопом «Кеплер» перших п'яти екзопланет. Найменша зі знайдених планет за своїми розмірами порівняна з Нептуном, чотири інші - більші Юпітера. Жодна з них не належить до планет земного типу, пошук яких є головним завданням «Кеплера». Всі п'ять планет обертаються на дуже близьких до зір орбітах і здійснюють один оберт за три-п'ять днів. Температура їхньої поверхні перевищує температуру розпеченої лави. 
Першою знайденою телескопом «Кеплер» екзопланетою-кандидатом стала Кеплер-1658b, що обертається з періодом всього 3,8 дня. ЇЇ особливістю є те, що планета поступово втрачає свою висоту і рухається до неминучого зіткнення зі своєю зорею.
Повідомляючи про результати роботи телескопа, представник NASA також повідомив про виявлення невідомого об'єкта, що обертається навколо зорі, проте не є ані планетою, ані білим карликом. Цей об'єкт гарячіший за саму зорю і за своїми розмірами перевищує білі карлики.
На початок лютого 2011 року «Кеплер» знайшов 1235 позасонячних планет. Розмір 68 з них можна порівняти з розміром Землі, а 288 належать до класу так званих суперземель (тобто вони більші нашої планети, але істотно менше газових гігантів Сонячної системи). Ще 662 планети за діаметром порівнянні з Нептуном, 165 — з Юпітером, а 19 зі знайдених небесних тіл більші цього газового гіганта. У так званій зоні життя своїх зір перебувають 54 з виявлених «Кеплером» планет. Розмір п'яти планет із зони, придатної для життя можна порівняти з розміром Землі. Ще одна цікава знахідка телескопа — схожа на Сонце зоря Kepler-11, навколо якої обертається шість планет. Це найчисленніша з відомих екзопланетних систем. 5 грудня 2011 року було оголошено про відкриття планети Kepler-22b. Це перша підтверджена екзопланета.
У 2017 р. оголошено про відкриття 219 нових екзопланет, 10 з них схожі на Землю. Станом на 2017 р. НАСА повідомило такі результати досліджень за допомогою телескопа «Кеплер»: «Зараз є 4 034 кандидати в планети, які виявив «Кеплер». З них 2 335 були охарактеризовані як екзопланети. І приблизно 50 планет мають схожий розмір із Землею. Крім того, були виявлені дві групи невеликих планет, які теоретично можуть мати живі організми. Ці результати дуже важливі для пошуку життя, адже розуміння частоти розташування таких планет в галактиці може скоригувати майбутні пошукові проєкти NASA».

### Завершення першого етапу місії
Космічний телескоп «Кеплер» у листопаді 2012-го завершив основну частину своєї місії (16 червня того року припинив функціонувати двигун одного з чотирьох маховиків, які забезпечували стабілізацію апарата відносно тієї ділянки неба, за якою ведеться спостереження), але стараннями вчених продовжував вивчати галактику.
За три з половиною роки роботи космічного телескопа вченим вдалося виявити більше двох тисяч об'єктів-кандидатів на звання екзопланет. До листопада 2012 року кількість підтверджених екзопланет, знайдених з його допомогою, становило 105 штук. Серед них виявилися як газові гіганти, що обертаються поблизу від своїх зір — гарячі юпітери, так і планети, котрі ненабагато перевищують за розмірами нашу — суперземлі. Також були виявлені зорі з кількома планетами.
Спочатку було заплановано, що робота космічного телескопу «Кеплер» триватиме лише до листопада 2012 року. Проте, послуговуючись порадою провідних астрономів світу та приймаючи до уваги величезний вклад телескопу в галузі відкриття нових екзопланет, НАСА вирішило продовжити роботу телескопу до 2016 року. Справа в тому, що впевнитись в існуванні екзопланети біля зорі, слід відстежити кілька раз транзит екзопланети, що вимагає довшого періоду спостережень, які може проводити телескоп «Кеплер». Рішення про продовження місії було прийнято ще у квітні 2012 року. Як зазначено в прес-релізі NASA, наступні чотири роки пошук мав зосередитися переважно на планетах, подібних до Землі.

### Подальші негаразди
На початку травня 2013 року на телескопі відмовив другий двигун-маховик, і телескоп було переведено до безпечного режиму. З цього моменту, щоб зберегти нерухомий стан, потрібно було задіяти звичайні двигуни, але палива для цього вистачить лише на кілька місяців, після чого використання апарата припиниться.
Однак, згодом інженерам NASA вдалось знайти спосіб, як використовувати тиск сонячного світла задля керування космічним телескопом. У травні 2014 року «Кеплер» знову почав передавати відомості на Землю, і місія дістала назву K2.

### Поновлення роботи
У грудні 2014 року з'явилося повідомлення про перше відкриття кандидата на статус екзопланети після поновлення роботи апарата. Планета, позначена як HIP 116454 b, перебуває в сузір'ї Риб завдальшки 180 світлових років від нас. Вона в 2,5 рази більша від Землі і має період обертання 9 діб, а її зоря холодніша й менша за наше світило.

### 2016 рік
7 квітня під час сеансу зв'язку, за 14 годин до запланованого маневру з метою орієнтувати телескоп на центр Чумацького шляху, «Кеплер» перейшов у аварійний стан. 11 квітня фахівцям НАСА вдалося стабілізувати рух апарата, його передавальна антена спрямована у бік Землі, що дозволяє отримувати телеметрію. Причина збою, через який телескоп перейшов в аварійний режим, поки не встановлена 22 квітня повноцінне функціонування апарата було відновлено..

## Завершення місії
30 жовтня 2018 року NASA оголосили, що орбітальний телескоп «Кеплер» вичерпав запаси пального, офіційно завершив свою роботу і залишатиметься на своїй стабільній орбіті, далеко від Землі.
За 9 років роботи Kepler відкрив понад 2 680 екзопланет, з яких 550 можуть бути кам'янистими (зразок Землі), а 21 — потенційно придатними для життя (з рідкою водою). 
На початку 2023 року, астрономічна спільнота оголосила про чергові чудові результати аналізу останніх даних, зібраних космічною обсерваторією «Кеплер». Попри значні труднощі, в тому числі проблеми з паливом та управлінням на завершенні своєї діяльності, телескопу вдалося виявити ще три екзопланети. 

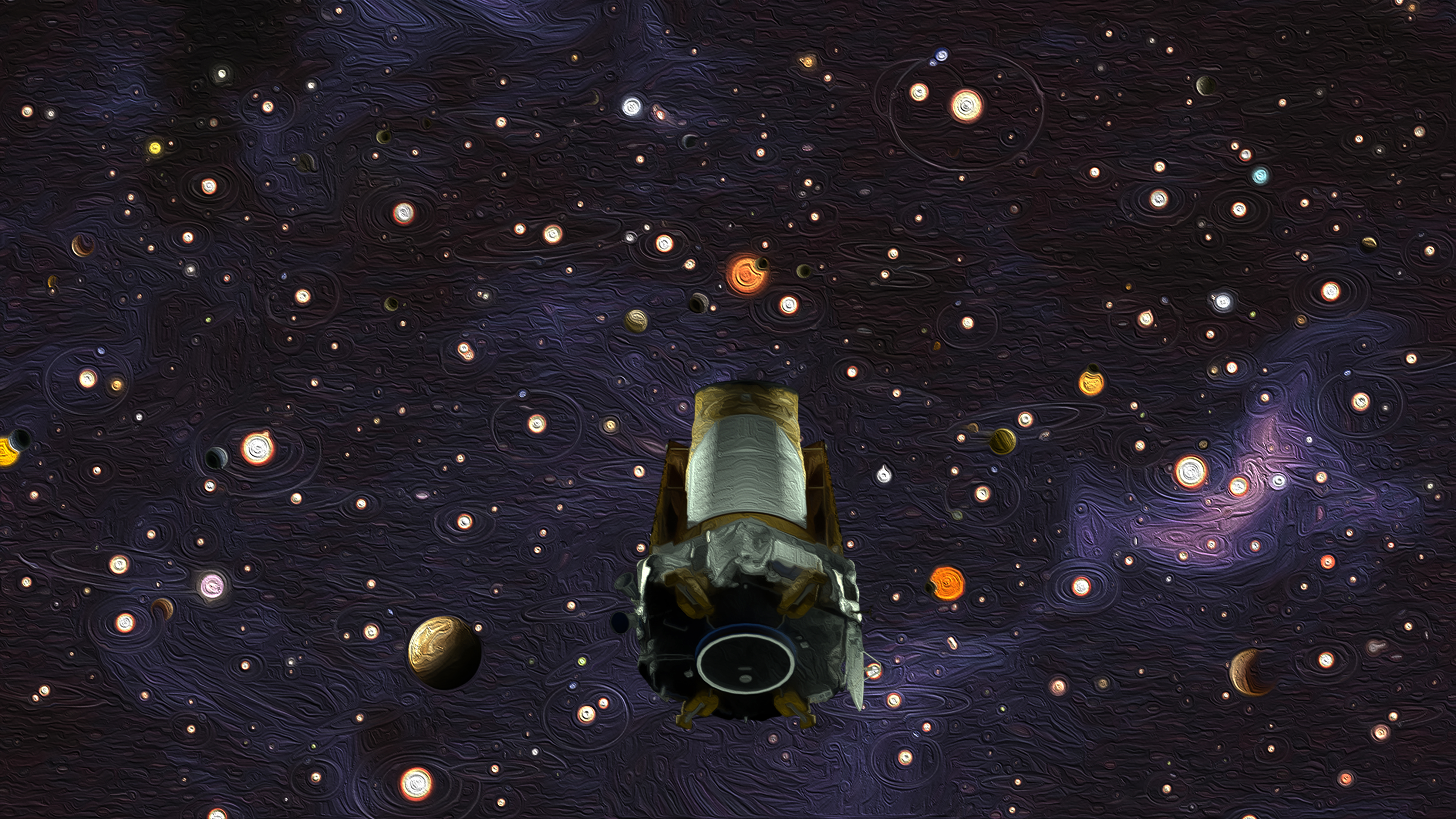
Орбітальний телескоп Кеплер «пішов на пенсію»: бачення художника

Наступник «Кеплера», телескоп «Джеймс Вебб» планувалося вивести на орбіту у червні 2018 року, але початок експлуатації проєкту, вартість якого постійно зростала, було відкладено на березень 2021 року.

## Виноски
1. ↑  The Kepler Mission Begins [Архівовано 2013-11-05 у Wayback Machine.], nasa.gov
2. 1 2 3  Chou, Felicia; Hawkes, Alison; Cofield, Calia (30 жовтня 2018). NASA Retires Kepler Space Telescope. NASA. Архів оригіналу за 17 квітня 2020. Процитовано 30 жовтня 2018.
3. 1 2 3  Overbye, Dennis (30 жовтня 2018). Kepler, the Little NASA Spacecraft That Could, No Longer Can. The New York Times. Архів оригіналу за 20 квітня 2020. Процитовано 30 жовтня 2018.
4. ↑  Taking the Lid Off Kepler [Архівовано 11 квітня 2009 у Wayback Machine.], nasa.gov
5. ↑  Mission News: Kepler Images [Архівовано 19 квітня 2009 у Wayback Machine.], nasa.gov
6. ↑  Kepler Planet-Hunting Mission Finds 5 New Lightweight Worlds [Архівовано 19 січня 2010 у Wayback Machine.] — Space.com, 04.01.2010
7. ↑  Яка перша планета була відкрита телескопом Кеплер?
8. ↑  Астрономи прогнозують загибель планети Kepler-1658b від зіткнення із зіркою. 25.07.2025, 6:46 pm
9. ↑  Johnson, Michele (31 березня 2015). Kepler and K2 Missions. NASA (англ.). Архів оригіналу за 29 квітня 2011. Процитовано 31 жовтня 2018.
10. ↑  Найдена самая компактная планетная система. www.membrana.ru. Архів оригіналу за 31 жовтня 2018. Процитовано 31 жовтня 2018.
11. ↑  NASA обнаружило две сотни новых планет, 10 из которых могут быть пригодными для жизни (рос.). Архів оригіналу за 20 жовтня 2018. Процитовано 31 жовтня 2018.
12. ↑  Телескоп "Кеплер" завершил основную миссию. lenta.ru (рос.). 15 листопада 2012. Архів оригіналу за 18 листопада 2012. Процитовано 31 жовтня 2018.
13. ↑  Kepler planet-hunting mission extended until 2016. spaceflightnow.com. Архів оригіналу за 7 квітня 2012. Процитовано 31 жовтня 2018.
14. ↑  После возобновления работы космический телескоп Kepler обнаружил первую экзопланету (рос.). 21 грудня 2014. Архів оригіналу за 18 січня 2015.
15. ↑  Супутник «Кеплер» перейшов в аварійний режим за 120 млн км від Землі // News.mail.ru. — 10.04.2016 [Архівовано 22.04.2016, у Wayback Machine.](рос.)
16. ↑  NASA вдалося вивести телескоп Kepler з аварійного режиму // УНІАН. — 12.04.2016. Архів оригіналу за 13 квітня 2016. Процитовано 12 квітня 2016.
17. ↑  NASA відновило працездатність телескопа Kepler // УНІАН. — 27.04.2016. Архів оригіналу за 28 квітня 2016. Процитовано 27 квітня 2016.
18. ↑  "ПАЛЬНЕ СКІНЧИЛОСЯ". NASA ПРИПИНИЛО РОБОТУ "МИСЛИВЦЯ ЗА ЕКЗОПЛАНЕТАМИ" KEPLER. ТСН (укр.). Архів оригіналу за 31 жовтня 2018. Процитовано 31 жовтня 2018.
19. ↑  На останніх краплинах пального: космічний телескоп Kepler відкрив три екзопланети. // Автор: Михайло Года. 31.05.2023, 19:30
20. ↑  Эпоха «Кеплера» подходит к концу. Компьютерра (рос.). 16 травня 2013. Архів оригіналу за 6 липня 2013. Процитовано 31 жовтня 2018.